# Татари
 Тази статия е за етническите групи.  За селото в Северна България вижте Татари (село).  За източноазиатския народ вижте шъуей.
Татарите (на татарски: татарлар или tatarlar) е събирателен термин за няколко днешни тюркски народа, намиращи се главно в Източна Европа и Сибир.

## Език и произход
Татарският език (който се състои от различни диалекти – казански и мишарски) спада към кипчакската група на тюркските езици (и по-точно към техния западно-хунски клон), заедно с отмрелия език на кипчаците (куманите), днешния казахски и някои други езици в Европейска Русия, Узбекистан, Полша и др. Мнозинството от татарите в Европейска Русия са наследници на населението на Златната орда, най-западната част на Монголската империя. То се състои предимно от кипчакските племена, живели там до монголските нашествия, както и (в много по-малка част) от монголските завоеватели и други народи. Официалната позиция на републиката обаче, както и на някои партии като „Ватан“ е, че днешните татари са със сложна етногенеза. Татарите в Сибир са наследници на многобройното някога тюркско население (вероятно основно с кимашки произход) на изток от Урал, смесени с угро-фини и монголи.

## История
Името произлиза от „та-та“ или „да-да“, монголоезично племе, населявало сегашна Североизточна Монголия. Татарските племена са разбити и покорени от сродния им монголски племенен съюз на Чингис хан в края на XII и началото на XIII век. Впоследствие терминът „татари“ се използва като събирателен за племената, завладели и опустошили части от Азия и Европа под монголско предводителство през XIII век. По-късно започва да се употребява за почти всички азиатски номадски народи, без значение дали идват от Монголия или от Западна Азия. До 20-те години на XX век в Русия, например, терминът „татари“ се използва за много различни племена от азербайджанските турци до различни племена в Сибир. Днес татари се наричат само някои от групите, наследили Златната Орда, включително днешното население на автономна република Татарстан в състава на Руската федерация.

## География
Татарите живеят в Централна и Южна Русия (мнозинството в Татарстан), Украйна, Полша, Казахстан, Литва, Румъния, Турция, Узбекистан, Киргизстан. Татарите са една от 56-те официално признати етнически групи в Китай. В България има няколко хиляди татари, преселени на няколко вълни. Най-голямата е след завладяването на Кримското ханство от Руската империя в края на XVIII и през XIX век, част от които имат турско народностно самосъзнание, а някои и българско или полубългарско. Общият брой на татарите по света е над 10 милиона. Повечето татари са мюсюлмани сунити, но има и традиционно изповядващи православното християнство (т.нар. кръстени татари), както и (в днешно време, сред младото поколение) будисти, тенгристи и т.н.

## В България
Първата поява на татари по нашите земи датира от времето на монголските нашествия през XIII в. (1242 – 1243 г.), когато на връщане от Унгария и Далмация, войските на хан Бату нахлуват и опустошават българска територия. В следващите десетилетия част от татарите от Златната орда извършват редовни набези в Добруджа. Бунтът на Ивайло (1277 – 1280 г.) успява временно да ги спре до появата на редовната армия на Ногай, който го обсажда, а по-късно и убива. Следващият български владетел Георги I Тертер е принуден да признае васалитет към татарите, като праща сина си Теодор Светослав като заложник в Златната орда и дава дъщеря си за жена на Чака, син на хан Ногай. През 1300 г. Чака заема българския престол, но по-късно същата година е свален от Теодор Светослав и убит, а главата му е изпратена на неговия противник хан Токту в знак на приятелство. Според Константин Иречек първите заселвания на татари в Североизточна България датират от това време. В пътеписа на поляка Ян Гнински от 1677 г. се разказва за над 200 татарски села в Добруджа.
По-късно, през XVIII век, след присъединяването на Кримския полуостров към Русия през 1784 г., отделни татарски принцове се заселват около Сливен, Ямбол и Върбица (Герлово), според привилегиите, дадени им от османската власт. Най-големите преселения на татари датират от XIX в., след Руско-турските войни от 1806 – 1812 г., 1828 – 1829 г. и Кримската война (1853 – 1856 г.).
През 1928 г. Антон Борлаков посочва, че след Кримската война в Северна Добруджа са настанени 60 000 татари. Под румънска власт след 1877/1878 г. етническите им права не са зачетени, обезземлени са и много от тях бягат в Османската империя и България. Според официалната румънска статистика в отчетите за 1910 г. в Тулчанската и Кюстендженската префектури на Северна Добруджа живеят 23 181 татари или 7,5% от общия брой на населението.
Според преброяването от 2001 г., като татари са се самоопределили 1803 души, с малък превес на живеещите в селата. Много по-голям обаче е броят на посочилите като майчин език татарския.
Сравнително известни български татари в днешна България, а някои и в чужбина, са поетесата Леман Балбек, икономистът-политик Рейхан Аблеким, скулпторът Зюхтю Калит, художникът Кеазим Исинов, тюрколожката Мюфкере Моллова и други.
В Добрич дейност развива културно-просветното дружество „Наврез“, във Ветово (Русенско) – културно-просветното сдружение на кримските татари в България „АСАБАЙ“. В Добрич са издадени две книги: „Татарите в България“ с автор Стоян Антонов, ISBN 954-91500-1-1; сборникът „Татарите в България – общество, история и култура“, съставители н.с. Тодор Димов от регионалния исторически музей Добрич и инж. Неджмедин Муртаза, ISBN 978-954-91500-3-2. Сборникът съдържа докладите от кръглата маса, проведена на 29.05.2009 г. в гр. Добрич.
В днешно време най-компактно населеното от кримски татари място в България е гр. Ветово. Там се намира цяла махала, която се нарича „Татарска“ и където живеят близо 250 семейства. Те спазват своя език, традиции и култура.